# Palms svampborrare
Palms svampborrare (Ennearthron palmi) är en skalbaggsart som beskrevs av Lohse 1966. Palms svampborrare ingår i släktet Ennearthron, och familjen trädsvampborrare. Enligt den svenska rödlistan är arten sårbar i Sverige. Arten förekommer i Götaland, Svealand, Nedre Norrland och Övre Norrland. Artens livsmiljö är skogslandskap, jordbrukslandskap.